# Fotoceratite
Fotoceratite ou ceratite ultravioleta é uma dolorosa condição ocular causada pela exposição dos olhos aos raios ultravioleta (UV) de fontes naturais (p.ex. luz solar intensa) ou artificiais (p.ex. o arco elétrico durante a soldagem). A fotoceratite assemelha-se à queimadura solar da córnea e da conjuntiva e não usualmente notada até várias horas após a exposição. Os sintomas incluem lacrimejamento, dor, semelhante à de areia nos olhos.

## Sinais e sintomas
Os sintomas mais comuns incluem dor, lacrimejamento intenso, blefaroespasmo, fotofobia e miose.

## Causas
Qualquer exposição intensa aos raios ultravioleta pode levar à fotoceratite. Sua ocorrência é comum entre soldadores que não usam proteção adequada para os olhos. Também pode acontecer em função da exposição à luz solar refletida pela neve e pelo gelo, especialmente em altitude. Também pode ocorrer pelo uso de câmaras de bronzeamento sem proteção dos olhos. Assim, as fontes naturais incluem a luz solar refletida pela neve ou pelo gelo ou menos comumente, pelo mar ou pela areia. A neve fresca, fofa, reflete por volta de 80% da radiação UV comparada a uma praia com areia seca (15%) ou a espuma marinha (25%). Este é um problema ainda mais grave em regiões polares e em grandes altitude, considerando-se que a cada 1000 pés (aproximadamente 305 metros) de altitude (acima do nível do mar), a intensidade da radiação ultravioleta aumenta em quatro por cento.

## Diagnóstico
As manchas de fluoresceína revelam as áreas atingidas pela radiação ultravioleta.

## Prevenção

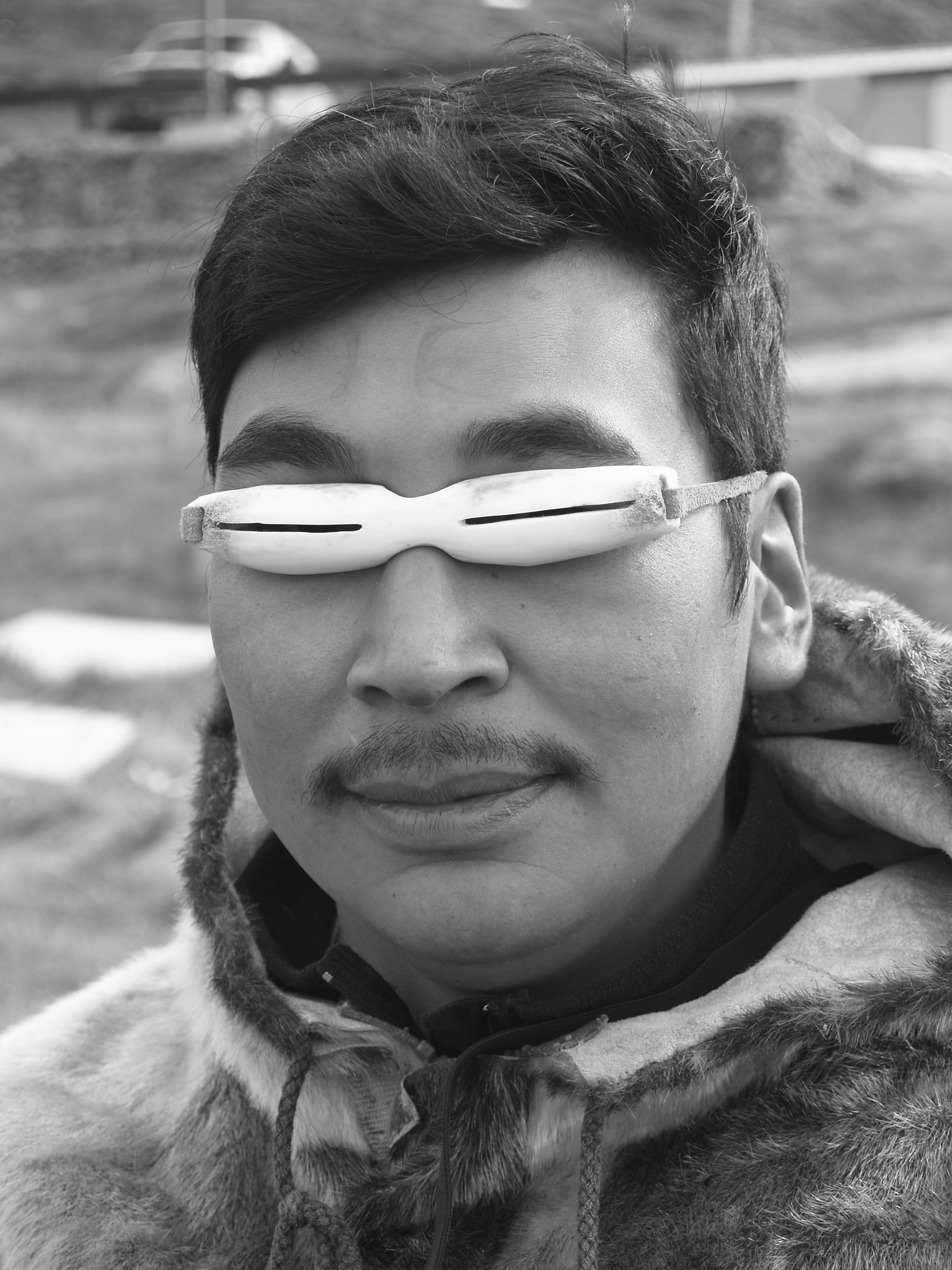
Óculos de neve tradicionalmente usados pelos Inuítes

A fotoceratite pode ser prevenida pelo uso de óculos de sol ou qualquer tipo de proteção ocular que transmita 5 a 1% da luz visível e absorva quase todos os raios UV. Além disso, esses óculos devem ter grandes lentes e proteções laterais para evitar exposição incidental. Os óculos de sol devem sempre ser usados, mesmo quando o céu está encoberto, uma vez que os raios UV atravessam as nuvens.
Os inuítes, iúpiques e outros povos nativos do Ártico, criaram óculos de neve de materiais como madeira ou galhada de rena para ajudar a prevenir a cegueira pela neve (um dos termos comumente usados para descrever a fotoceratite). Encurvados para encaixarem-se ao rosto do usuário, com um encaixe para o nariz, os óculos feitos dessa forma tinham uma marca estreita ao longo de seu comprimento. Os óculos eram mantidos firmes na cabeça por um cordão feito de tendão de rena.
No evento de perda das lentes dos óculos de sol, pode-se fazer lentes de emergência. O guia de sobrevivência do Serviço Aéreo Especial recomenda escurecer a pela em baixo dos olhos com carvão vegetal (tal como faziam os antigos egípcios) para evitar qualquer reflexo.

## Tratamento
A dor pode ser temporariamente aliviada com o uso de colírios anestésicos para exames; no entanto, eles não são usados para tratamento contínuo, uma vez que a anestesia afeta a recuperação da córnea e pode levar à úlcera corneana e até mesmo à perda do olho. Curativos com compressas frias e úmida sobre os olhos e lágrimas artificiais podem ajudar a aliviar os sintomas quando estes retornam. Anti-inflamatórios não esteroides (NSAID) em colírios são muito usados para combater a inflamação e a dor, mas não foram provados em testes. Medicação sistêmica, via oral, pode ser oferecida se o desconforto for severo. A cura em geral é rápida (24 a 72 horas) se a fonte causadora do ferimento for removida. Danos adicionais podem ser evitados com a permanência em cômodo escuro, remoção de lentes de contato, não esfregar os olhos e usar óculos de sol até os sintomas se reduzam.